# Tegola portoghese

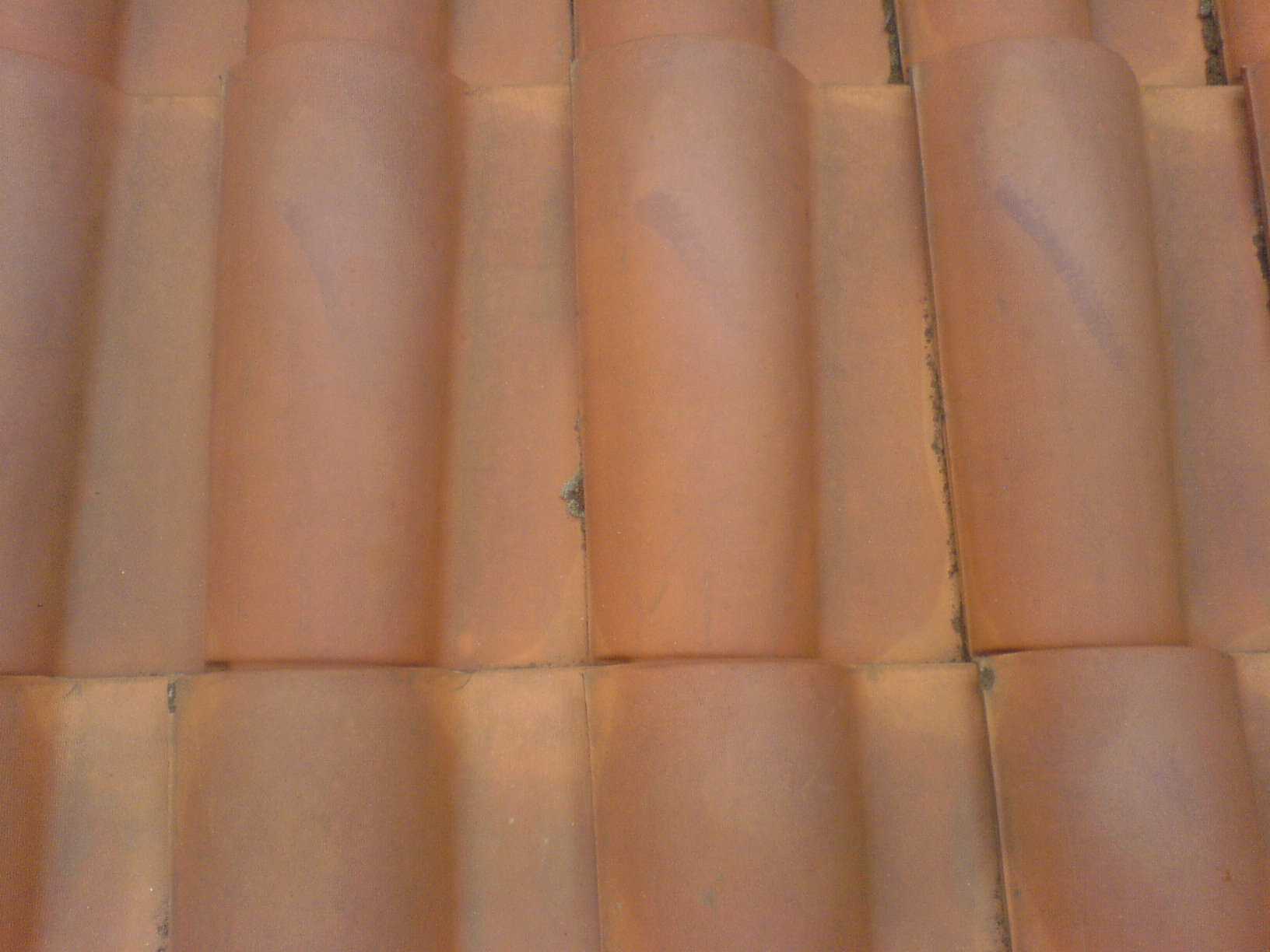
Tegole portoghesi

La tegola portoghese (o coppo portoghese) è un tipo di tegola laterizia con una parte curva e una parte piana.

## Caratteristiche
Si tratta di una tegola di forma asimmetrica con una parte convessa, simile al normale coppo, affiancata da una parte piana che corrisponde a quella sulla quale si sovrappone la fila di tegole adiacente. È una versione aggiornata del sistema coppo-embrice, ma in realtà una forma simile risulta utilizzata fin da epoca romana.
Attualmente è prodotto in laterizio ed in cemento; quello prodotto in cemento in vari colori, costituisce il sistema di copertura preferito nelle nuove costruzioni.
Una serie di sagomature sul perimetro permette l'incastro tra una tegola e l'altra.

Le dimensioni medie di una tegola portoghese sono 44×27cm o 40×24cm ed il peso varia tra i 2,5 e i 4 kg (40-50 kg/m²).
Per coprire 1 m² di falda occorrono mediamente 12-14 tegole.

## Posa
Esistono pezzi speciali, chiamati mezza tegola, che consentono di completare una falda senza dover tagliare tegole intere. Per completare il tetto vi sono altri pezzi speciali per colmi, converse, comignoli, paraneve, supporti per antenne.
Le falde dei tetti coperti con tegole portoghesi hanno solitamente una pendenza minima del 20% e possono arrivare fino al 100% (da 15 a 45°).